# マイニングブラウニー
株式会社マイニングブラウニー（英: MiningBrownie,Inc.）は、かつて存在した東京都中央区に本社を置いていた企業。独自のマーケティングツールをSaaS形式で提供する提供企業である。

## 概要
独自のクローラ技術とデータマイニング技術を利用したネットマーケティングツールのMitsuBachi事業をクラウドコンピューティングで運用、サービス提供を主とする企業である。創業者である代表取締役社長の得上竜一がMitsuBachiの前身を開発した。

## 沿革
- 2006年 東京都葛飾区に資本金300万円で設立
- 2008年 EC-CUBE事業を開始
- 2009年 東京都中央区に移転
- 2009年 MitsuBachi事業を開始
- 2010年 資本金1,380万円に増資
- 2015年 1月1日付でオークファンの100％子会社に移行[1]
- 2016年 9月30日、オークファンに吸収合併となり解散[2]。